# Hundsbach (Gemeinde Martinsberg)
Hundsbach ist eine Ortschaft in der Marktgemeinde Martinsberg im Bezirk Zwettl in Niederösterreich.

## Geografie
Der Rotte liegt südöstlich von Martinsberg und wird von der Zwettler Straße gestreift, über die er auch erreichbar ist. Am 1. April 2020 umfasste die Ortschaft 5 Adressen.

## Geschichte
Der Ort wurde spätestens 1299 zum ersten Mal schriftlich erwähnt. Im Eintrag der Josephinischen Fassion aus Jahre 1786/87 gab es im heutigen Ort 4 Häuser.
In Folge der Theresianischen Reformen wurde der Ort dem Kreis Ober-Manhartsberg unterstellt und später der Katastralgemeinde Roggenreith zugeschlagen. Der Franziszeische Kataster von 1823 zeigt Hundsbach als Ortslage in Roggenreith. Nach dem Umbruch 1848 war der Ort bis 1867 dem Amtsbezirk Ottenschlag und danach dem Bezirk Pöggstall zugeteilt. Heute ist er ein Teil der Katastralgemeinde Martinsberg, wo er anfangs ein Teil der Ortschaft Pitzeichen war und heute eine eigene Ortschaft bildet.
Nach der Entstehung der Ortsgemeinden 1849 wurde der Ort ein Teil der Katastralgemeinde Roggenreith als Teil der neugegründeten Ortsgemeinde Kirchschlag, spätestens 1888 wurde der Ort dann ein Teil der Gemeinde Martinsberg.
Laut Adressbuch von Österreich waren im Jahr 1938 im Weiler Hundsbach ein Sägewerk sowie ein Landwirt mit Direktvertrieb ansässig.